# Astrochelys radiata
Astrochelys radiata là một loài rùa trong họ Testudinidae. Loài này được Shaw mô tả khoa học đầu tiên năm 1802.
Mặc dù đây là loài bản địa và sinh sống nhiều nhất ở miền Nam Madagascar, chúng cũng có thể được tìm thấy ở phần còn lại của hòn đảo này và đã được du nhập vào các đảo của Réunion và Mauritius. Đây là loài sống rất lâu, với tuổi thọ được ghi nhận lên tới 188 năm. Những loài rùa này được IUCN phân loại là cực kỳ nguy cấp, chủ yếu là do môi trường sống của chúng bị phá hủy và do nạn săn trộm.